# Athyma
Athyma Westwood, 1850 è un genere di lepidotteri appartenente alla famiglia Nymphalidae, diffuso in Asia e parte dell'Oceania.
In lingua inglese sono note come farfalle sergeant "propriamente dette" o "tipiche", per distinguerle dalle "false sergenti" del genere Pseudathyma, un taxon molto affine della tribù Adoliadini. Gli esemplari del genere sono rinvenibili dal Tibet alle isole Salomone, ma non in Nuova Guinea o Australia.

## Tassonomia
Il genere comprende le seguenti specie:
- Athyma abiasa Moore, 1858
- Athyma alcamene C. & R. Felder, 1863
- Athyma adunora
- Athyma arayata C. & R. Felder, 1863
- Athyma asura Moore, 1858
  - Athyma asura baelia (Fruhstorfer, 1908)
- Athyma cama Moore, 1858
  - Athyma cama zoroastes (Butler, 1877)
- Athyma cosmia Semper, 1878
- Athyma disjuncta Leech, 1890
- Athyma epimethis C. & R. Felder, 1863
- Athyma eulimene (Godart, [1824])
- Athyma eupolia Murayama & Shimonoya, 1962
- Athyma fortuna Leech, 1889
  - Athyma fortuna kodahirai (Sonan, 1938)
- Athyma glora Kheil, 1884
- Athyma godmani Staudinger, 1889
- Athyma gutama Moore, 1858
- Athyma inara Doubleday, 1850
- Athyma jagori Fruhstorfer, 1906
- Athyma jina Moore, 1857
  - Athyma jima sauteri (Fruhstorfer, 1912)
- Athyma kanwa Moore, 1858
- Athyma karita Doherty, 1891
- Athyma kasa Moore, 1858
- Athyma larymna (Doubleday, [1848])
- Athyma libnites (Hewitson, 1859)
- Athyma nefte (Cramer, [1780])
- Athyma maenas C. & R. Felder, 1863
- Athyma magindana Semper, 1878
- Athyma matanga Fruhstorfer, 1905
- Athyma marguritha Fruhstorfer, 1898
- Athyma mindanica Murayama, 1978
- Athyma minensis Yoshino, 1997
- Athyma opalina (Kollar, [1844])
  - Athyma opalina hirayamai (Matsumura, 1935)
- Athyma orientalis Elwes, 1888
- Athyma perius (Linnaeus, 1758)
- Athyma pravara Moore, 1857
- Athyma punctata Leech, 1890
- Athyma ranga Moore, 1857
- Athyma recurva Leech, 1893
- Athyma reta Moore, 1858
- Athyma rufula de Nicéville, [1889]
- Athyma selenophora (Kollar, [1844])
  - Athyma selenophora laela (Fruhstorfer, 1908)
- Athyma separata Staudinger, 1889
- Athyma speciosa Staudinger, 1889
- Athyma sulpitia (Cramer, [1779])
- Athyma zeroca Moore, 1872